# ألان باول (كاتب)
ألان باول (بالإنجليزية: Alan Paul) هو صحفي وكاتب أمريكي، ولد في 7 سبتمبر 1966.